# خالکوبی گل سرخ (فیلم)
خالکوبی گل سرخ(به انگلیسی: The Rose Tattoo) نام فیلمی است که در سال ۱۹۵۵ به کارگردانی دانیل مان و بر پایهٔ نمایش‌نامه‌ای با همین نام اثرِ تنسی ویلیامز ساخته شد. ویلیامز اصلاً این نمایش‌نامه را در سال ۱۹۵۱ برای بازیِ آنا مانیانی در برادوی نوشت ولی مانیانی پیشنهاد بازی در نمایش را رد کرد چون در آن زمان با حرف زدن به زبان انگلیسی مشکل داشت. اما او در زمان این اقتباس برای بازی در نقش یک بیوه سیسیلی به زبان انگلیسی آماده شده بود.
آنا مانیانی موفق شد برای بازی در این فیلم جایزه اسکار بهترین بازیگر نقش اول زن را از آنِ خود کند. خالکوبی گل سرخ همچنین توانست برای جیمز وانگ هو جایزه اسکار بهترین فیلمبرداری را به ارمغان آورد.